# Debub Ari
Debub Ari ou Sud Ari est un woreda du sud de l'Éthiopie situé dans la zone Ari de la région Éthiopie du Sud. Ce district a 210 557 habitants en 2007 et fait partie de la zone Debub Omo de la région des nations, nationalités et peuples du Sud jusqu'à la création de la zone Ari dans la région Éthiopie du Sud en 2023. Son chef-lieu Jinka et deux nouveaux woredas appelés Boko Dawula et Wub Ari  s'en détachent vers 2020.

## Situation
Situé dans le sud de la zone Ari, aux alentours de Jinka, Debub Ari est limitrophe des zones Basketo et Gofa.
Outre Jinka, le district d'origine comprend plusieurs agglomérations, notamment :
- Arkisha Kaysa[2] qui devient le chef-lieu de Boko Dawula au sud-est du district ;
- Wubhamer, ou Wib Hamer[3], au nord, qui devient le chef-lieu de Wub Ari ;
- Gazer[4] au centre du district et qui en devient le chef-lieu après les détachements ;
- Tolta[5]  au nord-ouest de Gazer.

## Population
Le recensement national de 2007 fait état de 210 557 habitants dans le district dont 15 % de citadins qui sont les 20 267 habitants de Jinka ainsi que 5 225, 3 621 et 1 861 habitants respectivement à Wubhamer, Gazer et Tolta, le district recensé comprenant encore à l'époque Jinka, Boko Dawula et Wub Ari.
Près de la moitié des habitants (47 %) sont protestants, 24 % sont de religions traditionnelles africaines, 23 % sont orthodoxes, 2 % sont musulmans et 1 % sont catholiques.
En 2022, la population est estimée sur le même périmètre à 316 792 personnes avec une densité de population de 208 personnes par km2 et 1 521 km2 de superficie.
Le périmètre du district évolue cependant entre-temps. Il s'agrandit vers le sud-ouest dans les années 2010 en incorporant une partie du parc national de Mago.
Sa superficie redescend à 1 638 km2 après le détachement de Jinka, Boko Dawula et Wub Ari,.